# Gutierritos
Gutierritos es la segunda telenovela producida en México por Valentín Pimstein en 1958 para Telesistema Mexicano.
Con un libreto original de Estrella Calderón fue dirigida y protagonizada por Rafael Banquells, y María Teresa Rivas y como antagonista a Mauricio Garcés. La telenovela cuenta la historia de un hombre débil y sin carácter de quien todos se aprovechan.

## Sinopsis
Ángel Gutiérrez es un hombre bueno, trabajador y sobre todo muy humilde que trabaja en un complejo de oficinas donde, ardua y honradamente, realiza su trabajo para darle todo a su esposa Rosa, quien le trata muy mal, le humilla y le desprecia por su personalidad. Los hijos de Ángel y Rosa son Julio César y Lucrecia, quienes no respetan a su padre al ver que su madre le trata como un mediocre y bueno para nada.
En la oficina todo el mundo se burla de Ángel, incluyendo su jefe el señor Martínez, quien le pone "Gutierritos", como le empiezan a llamar todos en la oficina. Fuera de todo, Ángel tiene la amistad y apoyo de Jorge, su único amigo. El señor Martínez le da empleo a una joven llamada Elena, tímida, callada y algo insegura pero muy atractiva.
Ángel escribe aventuras de cómo le gustaría que fuese su vida, al mostrárselas a su amigo Jorge, este queda fascinado y le ayuda a que sean publicadas. Ángel no quería que supieran que las historias eran de él así que deciden publicarlas en anonimato. Las historias son un éxito y recibe muchas ofertas.
Después de un tiempo, tras un malentendido, la esposa de su mejor amigo Jorge, revela que es Jorge el autor de las historias. Ángel se siente traicionado.
Ángel intenta decir la verdad pero nadie le cree mientras él sufre por haber perdido a su amigo, su libro y a la mujer que ama.

## Elenco
- Rafael Banquells  - Ángel Gutiérrez "Gutierritos"
- María Teresa Rivas - Rosa Mendoza - Señora Gutiérrez
- Mauricio Garcés - Jorge Contreras
- Patricia Morán - Elena
- Luis Lara
- Gerardo del Castillo - Señor Martínez
- Carlos Nieto - Rafael
- Josefina Escobedo - Tía de Rosa
- Dina de Marco - Ana
- Miguel Suárez - Señor Fernández
- María Eugenia Llamas - Lucrecia
- Luis de Alba - Julio César

## Otras versiones
- La historia original de Estella Calderón fue nuevamente llevada a la pantalla en Gutierritos, de 1966, reuniendo al mismo elenco de la primera versión; sin embargo, esta segunda versión no tuvo el mismo impacto que la primera a pesar de ser muy similar.[2]
- 12 años después, César Bono y Julieta Bracho protagonizaron Un original y veinte copias, que sería la tercera versión que produjo Guillermo González.[3]
- En 1966 TVTupi en Brasil llevó a la pantalla otra versión de Gutierritos, protagonizada por Lima Duarte y Laura Cardoso.